# 82 Pułk Piechoty (Imperium Rosyjskie)
82 Dagestański pułk piechoty (ros. 82-й пехотный Дагестанский Его Императорского Высочества Великого князя Николая Михайловича полк) – oddział piechoty okresu Imperium Rosyjskiego.

## Charakterystyka
Sformowany w 1845. Stacjonował między innymi w Groznym.

 W przededniu I wojny światowej pułk etatowo posiadał cztery bataliony po cztery kompanie oraz kompanię tyłową. Kompania piechoty czasu wojny liczyła około 240 żołnierzy i 4–5 oficerów. Na szczeblu pułku występował także pododdział karabinów maszynowych (8 km), łączności (w tym 14 konnych gońców i 21 telefonistów) i zwiadowczy (64 zwiadowców, w tym 4 kolarzy). W sumie pułk liczył około 4000 żołnierzy.

W  lipcu 1914, na bazie zalążków wydzielonych z pułku, w ramach 2 fali mobilizacyjnej, sformowany został rezerwowy 262 pułk piechoty.

82 pułk piechoty rozformowany został w 1918.

## Podporządkowanie
Lipiec 1914:
- 3 Kaukaski Korpus Armijny – Władykaukaz[8]
  - 21 Dywizja Piechoty – Władykaukaz
    - 1 Brygada Piechoty – Władykaukaz
      - 82 Dagestański pułk piechoty – Grozny[1]